# تپه و گورستان آرداش
تپه و قبرستان آرداش مربوط به دوران پیش از تاریخ ایران باستان تا دوران‌های تاریخی پس از اسلام است و در شهرستان سقز، بخش سرا، جنوب روستای سرا واقع شده و این اثر در تاریخ ۵ آذر ۱۳۸۰ با شمارهٔ ثبت ۴۴۷۰ به‌عنوان یکی از آثار ملی ایران به ثبت رسیده است.